# Thomas Ziegler
Thomas Ziegler (Arnstadt, 24 november 1980) is een Duits voormalig wielrenner. Na een relatief korte carrière als profwielrenner, kondigde hij eind 2007 aan om met wielrennen te stoppen nadat hem bij T-Mobile-High Road te kennen was gegeven niet voor contractverlenging in aanmerking te komen. Ziegler kondigde tevens aan een fietsenzaak in zijn woonplaats Hannover te openen.

## Belangrijkste overwinningen
2002
- 5e etappe Thüringen-Rundfahrt (U23)

2003
- 6e etappe Rapport Tour de Eden

2005
- 2e etappe Sachsen Tour

## Resultaten in voornaamste wedstrijden
| Jaar | Ronde van Italië | Ronde van Frankrijk | Ronde van Spanje |
| ---- | ---------------- | ------------------- | ---------------- |
| 2004 | 64e              |                     |                  |
| 2005 | opgave           |                     | 65e              |
| 2006 |                  |                     | opgave           |
| 2007 | opgave           |                     |                  |

| Jaar | Milaan-San Remo | Amstel Gold Race |
| ---- | --------------- | ---------------- |
| 2004 | 179e            |                  |
| 2005 |                 |                  |
| 2006 |                 |                  |
| 2007 |                 | 112e             |